# Brett Piper
Brett Piper est un scénariste, réalisateur, monteur, producteur et directeur de la photographie américain né dans le New Hampshire, aux États-Unis.

## Filmographie

### Comme scénariste
- 1986 : Raiders of the Living Dead
- 1986 : Galaxy (vidéo)
- 1991 : A Nymphoid Barbarian in Dinosaur Hell
- 1996 : They Bite
- 1998 : Moving Targets
- 2000 : Drainiac! (vidéo)
- 2002 : Psyclops (vidéo)
- 2003 : Arachnia (vidéo)
- 2003 : Screaming Dead (vidéo)
- 2004 : Bite Me! (vidéo)
- 2006 : Shock-O-Rama (vidéo)
- 2006 : Bacterium

### Comme réalisateur
- 1982 : Mysterious Planet
- 1986 : Galaxy (vidéo)
- 1991 : A Nymphoid Barbarian in Dinosaur Hell
- 1996 : They Bite
- 1996 : Dinosaur Babes
- 2000 : Drainiac! (vidéo)
- 2002 : Psyclops (vidéo)
- 2003 : Arachnia (vidéo)
- 2003 : Screaming Dead (vidéo)
- 2004 : Bite Me! (vidéo)
- 2006 : Shock-O-Rama (vidéo)
- 2006 : Bacterium

### Comme monteur
- 2003 : Skin Crawl (vidéo)
- 2004 : Bite Me! (vidéo)
- 2006 : Shock-O-Rama (vidéo)

### Comme producteur
- 1982 : Mysterious Planet
- 1991 : A Nymphoid Barbarian in Dinosaur Hell

### Comme directeur de la photographie
- 2002 : Body Shop